# Lasioglossum denislucum
Lasioglossum denislucum is een vliesvleugelig insect uit de familie Halictidae. De wetenschappelijke naam van de soort is voor het eerst geldig gepubliceerd in 1909 door Strand.